# 파이사

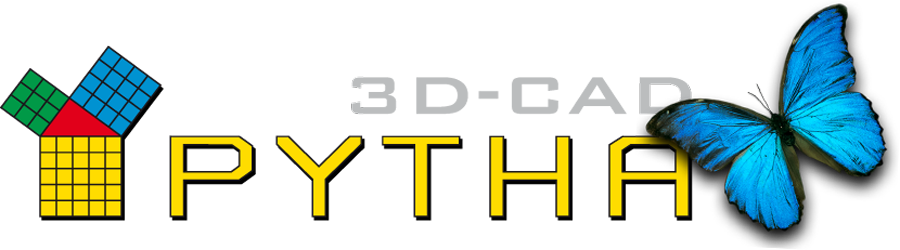
파이사 소프트웨어 로고

파이사(PYTHA 3D CAD, 이하 PYTHA)는 독일 PYTHA LAB에서 개발한 가구, 인테리어, 매장디자인, 행사장디자인을 위한 전문 자동화 소프트웨어이다.  전세계 15,000여개 업체에서 사용하고 있다.
PYTHA는 피타고라스(PYTHAGORAS)의 앞글자를 딴 것으로, 3D모델링을 수학을 이용하여 효과적으로 구현한다는 철학을 반영한 명칭이다. PYTHA의 기능은 목재로 주로 작업하는 가구나 인테리어 업종에 특화되어있다. PYTHA는 흔히 쓰이는 소프트웨어와 달리, 이 기능들을 매우 간결하고 사용하기 쉽게 구현하여, 사용자들이 3D로 가구나 인테리어를 디자인하는 부담에서 벗어나게 한 점이 특징이다.
목재가 아닌 철물이나 플라스틱 소재의 설계도 가능하기는 하지만, STL파일을 제공하는 수준에 그치기 때문에, 가구, 인테리어 설계시 보조적으로 사용되는 편이다.

## 주요기능
PYTHA는 가구, 인테리어 업체에 특화된 3차원 모델링 소프트웨어이다. 주요 기능은 다음과 같다.

#### 3차원 모델링
가구 뿐만 아니라 철물, 기타 소품의 3차원 모델링이 가능하다. 파이사는 직관적이고 자유로운 3차원 모델링 기능을 제공하기 때문에, 가구, 인테리어 설계자들 사이에서 선호되는 프로그램이다.

#### 도면 자동 생성
3차원 모델링한 제품 및 인테리어의 도면을 생성해준다. 필요한 각도의 도면을 설정한대로 생성해주기 때문에, 도면작업을 최소화 할 수 있으며, 단시간에 생산도면을 준비할 수 있다.

#### 재단 규격 목록 생성
3차원 모델링한 제품 및 인테리어의 부품 규격을 자동으로 생성해준다. 재단규격을 자동으로 생성해주기 때문에, 정확하고 편리할 뿐만 아니라, 목공 설계/생산에서 가장 중요한 엣지 두께를 알아서 계산해서 빼주거나, 샌드위치 패널(플래시 패널)의 설계도 지원하기 때문에 다른 3차원 모델링 소프트웨어로는 현실적으로 불가능한 목공설계도 자유롭게 할 수 있다.

#### 가공 생성 (보링, 홈파기 등)
미리 정의한 규칙대로 보링, 홈파기 등의 가공을 자동으로 생성해준다. 이 가공 정보는 생산 도면을 생성하는데 활용하거나 혹은 CNC코드를 생성하는데 활용된다.

#### 목공 기계를 위한 CNC코드 생성
Homag, Biesse, SCM 등의 유럽산 목공기계 및 난싱 등의 중국산 기계를 위한 CNC코드 생성이 가능하다. 기존에는 생산 도면을 생성한 후, 보링작업자가 보링을 어떻게 할지를 정하고 별도로 CNC프로그램을 해야했다. 반면 파이사는 보링을 위한 CNC프로그램을 설비에 맞추어 생성해주기 때문에, 생산 준비시간을 획기적으로 단축시킴과 동시에, 생산 오류를 줄일 수 있다.

#### 네스팅 기능 및 CNC코드 생성
자체 네스팅엔진을 탑재하여 CNC네스팅기계를 위한 CNC코드 생성도 가능하다. 이로서 파이사 사용업체에서 호환가능한 업체의 네스팅 설비를 사용할 경우, 자유로운 형태의 부품을 자동으로 생산할 수 있게 되었다.

#### 렌더링
별도 판매 프로그램인 RadioLab을 통해 제공된다. 국내의 경우 3D MAX가 통용되기 때문에, 파이사 RadioLab의 수요는 많지는 않은 편이나, 해외의 경우 파이사로 모델링한 제품 및 인테리어를 바로 렌더링하고, 자주 수정해야하는 사용자의 수요가 있는 편이다.

## 가구 설계, 생산 자동화
가구업체의 경우, 생산 도면 생성, 부품 규격 목록 작성, 생산 자동화에 필요한 CNC코드를 생성하는 것이 가장 어려운 문제였다. PYTHA는 이 문제를 매우 효과적이고 간단하게 해결할 뿐만 아니라, 캐비넷 형태의 가구를 빠르게 생성하는 기능을 제공하여, 설계자들이 비규격 설계를 할 경우 발생하는 부담을 최소화하였다. 또한 각 업체의 가공 규칙에 맞추어 홈파기, 보링을 생성할 뿐만 아니라 그 가공 내용 그대로 CNC코드를 생성하기 때문에, 공장 자동화가 필요한 업체에서도 선호되는 소프트웨어이다.

## 인테리어 설계, 생산 자동화
인테리어 디자인 업체는 디자이너의 설계 아이디어를 최대한 빨리 구현하고, 쉽게 수정 보완한 후 생산하여 납품하는 것이 가장 중요하다. 파이사는 디자이너가 원하는 디자인을 빠르게 모델링 할 수 있는 다양한 기능을 제공하며, 디자이너 입장에서는 크게 신경쓰고 싶지 않은 2D도면 및 재단규격을 바로 생성해주기 때문에, 인테리어 디자이너들에게도 선호되는 편이다. 또한 기존에는 하나의 프로젝트에서도 디자인 도면, 생산도면, 렌더링을 각각 처음부터 작업해야 했으나, 파이사의 경우 단일 소프트웨어에서 처리하기 때문에, 작업한 3D모델링을 기반으로 생산도면, 렌더링을 바로 생성할 수 있게 되었다. 그래서 설계, 렌더링 작업시간이 대폭 줄어들 뿐만 아니라, 수정사항이 발생하더라도 다시 처음부터 작업할 필요가 없어져서 디자이너들이 보다 더 창의적인 설계에 집중할 수 있게 되었다.
또한 파이사는 비정형 가구, 인테리어 설계를 위한 다양한 기능을 제공하기 때문에, 네모형태의 디자인을 탈피하고자 하는 디자이너들이 선호하는 소프트웨어 이기도 하다. 특히 5축가공기 혹은 네스팅 기기에 바로 연결이 가능하기 때문에 기존에는 제작이 어려워서 설계시에 배제할 수 밖에 없었던 비선형, 곡면 디자인도 시도할 수 있게 되었다.

## 한국 현황
대한민국 총판인 한스코시스템즈를 통해 2019년 9월 출시되었다.
2019년 11월 한국일보에서 주최하고 과학정보통신부에서 후원하는 '디지털 이노베이션 대상 2019'를 수상하였다.
2024년부터 영앤썬인터내셔널에서 대한민국 내 판매 및 지원을 담당하고 있다.